# Méroé (sorcière)
Pour les articles homonymes, voir Méroé (homonymie).

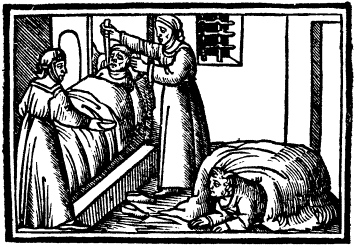
Méroé et sa sœur poignardent Socrate tandis qu'Aristomène se cache sous un drap.

Méroé est une sorcière dans les Métamorphoses (aussi appelé L'âne d'or), roman latin d'Apulée.

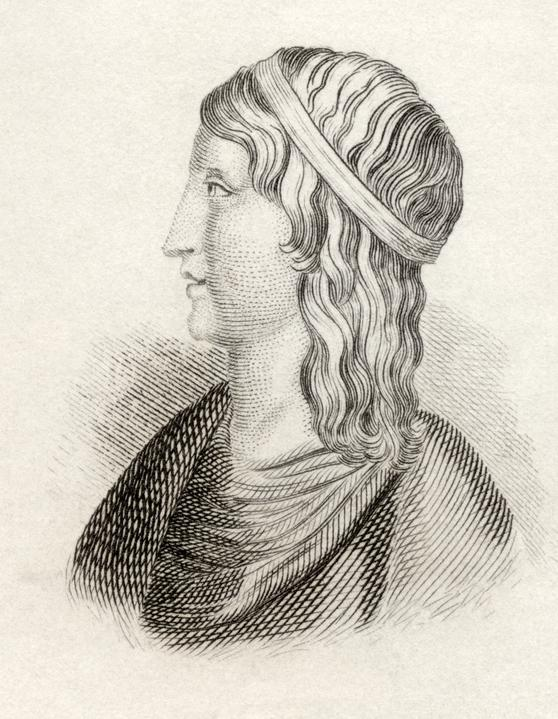
Apulée

## Apulée et la magie
Apulée est  un écrivain qui s'intéresse à la magie, la philosophie, les sciences et il s'initie à de nombreux cultes orientaux à mystères tels que les Mystères d'Éleusis, de Mithra, d'Isis. De son temps, Apulée a été considéré comme un adepte de la magie. Il se marie avec une femme très riche. Fâchés de voir l'héritage leur échapper, les beaux-parents d'Apulée l'accusèrent devant les tribunaux d'avoir envoûté leur fille pour qu'elle accepte de l'épouser. Grâce à sa grande maîtrise de la rhétorique, il gagne le procès en se défendant lui-même.

## La magie dansLes Métamorphoses
Le jeune et beau Lucius, obsédé par les mystères de la magie, se rend en Thessalie où il rencontre Pamphile, qui a des pouvoirs de magicienne. Il séduit sa servante Photis et lui demande de lui procurer des boîtes de pommade permettant de se métamorphoser en oiseau. La servante se trompe de boîte et Lucius se transforme en âne. Il recherche les roses qu'il se doit de brouter pour revenir à son apparence humaine. Grâce à Isis, déesse de la mythologie égyptienne,  il retrouve sa forme originelle.
Au cours de ses aventures, il rencontre également une sorcière aux pouvoirs maléfiques nommée Méroé. Il trouve un dénommé Thélyphron. Celui-ci lui raconte l'aventure d'un homme ressuscité par la nécromancie à l'aide d'un prêtre. Tout cela pour désigner son assassin.

## Rôle de Méroé dans l’œuvre
Lucius rapporte le récit d'un certain Aristomène, qui retrouve son ami Socrate, disparu depuis longtemps, et méconnaissable à cause de ses vêtements en lambeaux ; il l'emmène chez lui.  Socrate lui raconte l'histoire de Méroé, sorcière maléfique, qui l'a hébergé et pillé. Les deux compères vont se coucher.  Tout à coup, Méroé et sa sœur Panthia entrent par effraction dans la chambre grâce à la magie. Méroé, déçue et blessée par les paroles d'Aristomène et de Socrate à son égard, tue ce dernier avec sa sœur en lui tranchant la gorge et en lui enlevant le cœur. Puis elles quittent les lieux et ferment les portes par un sortilège.
Aristomène veut s'enfuir au plus vite ; mais ne pouvant le faire, il décide de mettre fin à ses jours. Cependant, Socrate se réveille : il est en pleine forme. Les deux amis partent de bon matin et échangent le récit de leur cauchemar, qui se révèle être le même. Puis Socrate demande à manger et à se désaltérer, ce qui provoque la réouverture de la plaie. Il meurt une fois pour toutes. De peur d'être accusé, Aristomène s'enfuit en Étolie.

## Portrait de Méroé
Méroé est sans doute un nom d'origine égyptienne. Méroé désigne en Égypte à la fois une île, une ville et une civilisation qui s'est développée au sud. Dans l'antiquité, l'Égypte est considérée comme pourvoyeuse d'un savoir occulte, souvent mentionné dans la sorcellerie et la magie. Ainsi l’Égypte est-elle mentionnée explicitement par Homère à propos d'Hélène: Hélène disposait ainsi de maint charme rusé que lui avait fourni Polydamna, femme de Thon, en Égypte, où la terre aux blés produit en abondance toute espèce de simples, salutaires ou funestes, et où les médecins sont les premiers savants du monde, étant tous de la descendance de Péon.
Au livre I, 7, 7, Socrate, de qui Aristomène rapporte les paroles, déclare que Méroé est vieille, offre facilement ses charmes, et est cupide.
Au livre I, 8, 2 et sq. Aristomène observe qu'elle fait encore peur à Socrate car il y a quelque chose de plus qu'humain chez cette femme, et qu'elle est magicienne. (traduction de Désiré Nisard)
Au livre I, 9, 1 et sq. Socrate raconte à Aristomène qu'elle a métamorphosé trois hommes qui la contrariaient respectivement en castor, grenouille et bélier. Il ajoute qu'elle a empêché une femme d'accoucher de son enfant et que cette dernière est depuis huit ans en gestation.
Au livre I, 10, 1 et sq. Socrate raconte qu'elle a su par avance le projet que ses voisins avaient de se débarrasser d'elle et qu'elle les a tous emmurés chez eux jusqu'à ce qu'ils lui promettent de n'en rien faire. Le principal responsable a été transporté lui et sa maison dans une montagne inhospitalière. 
Au livre I, 11, 7 et sq. Méroé et sa sœur Panthia entrent magiquement chez Socrate et Aristomène et se vengent de la fuite programmée de Socrate en transperçant son cou avec une épée, en lui retirant le cœur, et en urinant sur Aristomène. Panthia aurait bien voulu déchiqueter Aristomène comme une bacchante mais sa sœur l'en a dissuadé.
Au livre I, 14 et sq. Aristomène découvre que les deux sœurs sorcières sont parties en le bloquant magiquement dans la maison. Socrate, qui avait pourtant eu le cou percé, se réveille sain et sauf, sans une égratignure, au point que les deux hommes pensent avoir rêvé, mais sa blessure, que Panthia avait refermée avec une éponge magique et une incantation, se rouvre pendant leur fuite et Socrate meurt.

## Pouvoirs de Méroé
Méroé est une sorcière aux pouvoirs considérables et est comparée à Médée : elle peut, d'après Socrate - « abaisser les cieux, déplacer le globe de la terre,  pétrifier les fleuves, liquéfier les montagnes, faire revivre les morts, faire descendre les dieux, éteindre les étoiles et illuminer le Tartare. »
Dans le livre I, 7 à 20, le portrait qu'Aristomène fait de Méroé, qui contient également les propos de son ancien ami Socrate, montre l'étendue des pouvoirs de Méroé : elle sait
métamorphoser les hommes, prédire leurs actions, agir à distance sur les hommes et les objets, empêcher un enfantement, fermer une blessure mortelle et la rouvrir à distance.

## Sources
http://remacle.org/bloodwolf/apulee/metamorphoses1.htm